# Bisbat de Nevers

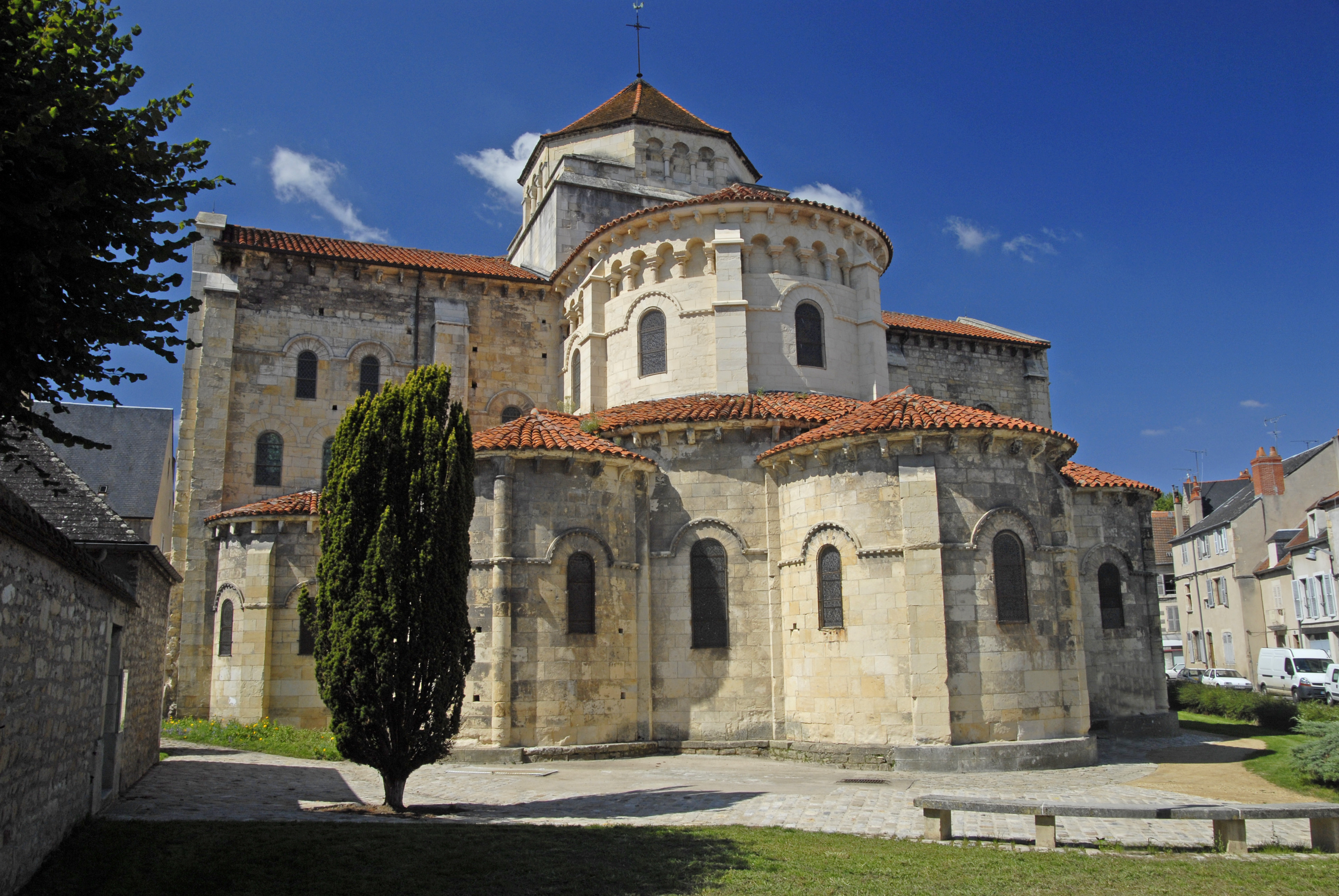
L'església abacial de Saint-Etienne de Nevers, del.

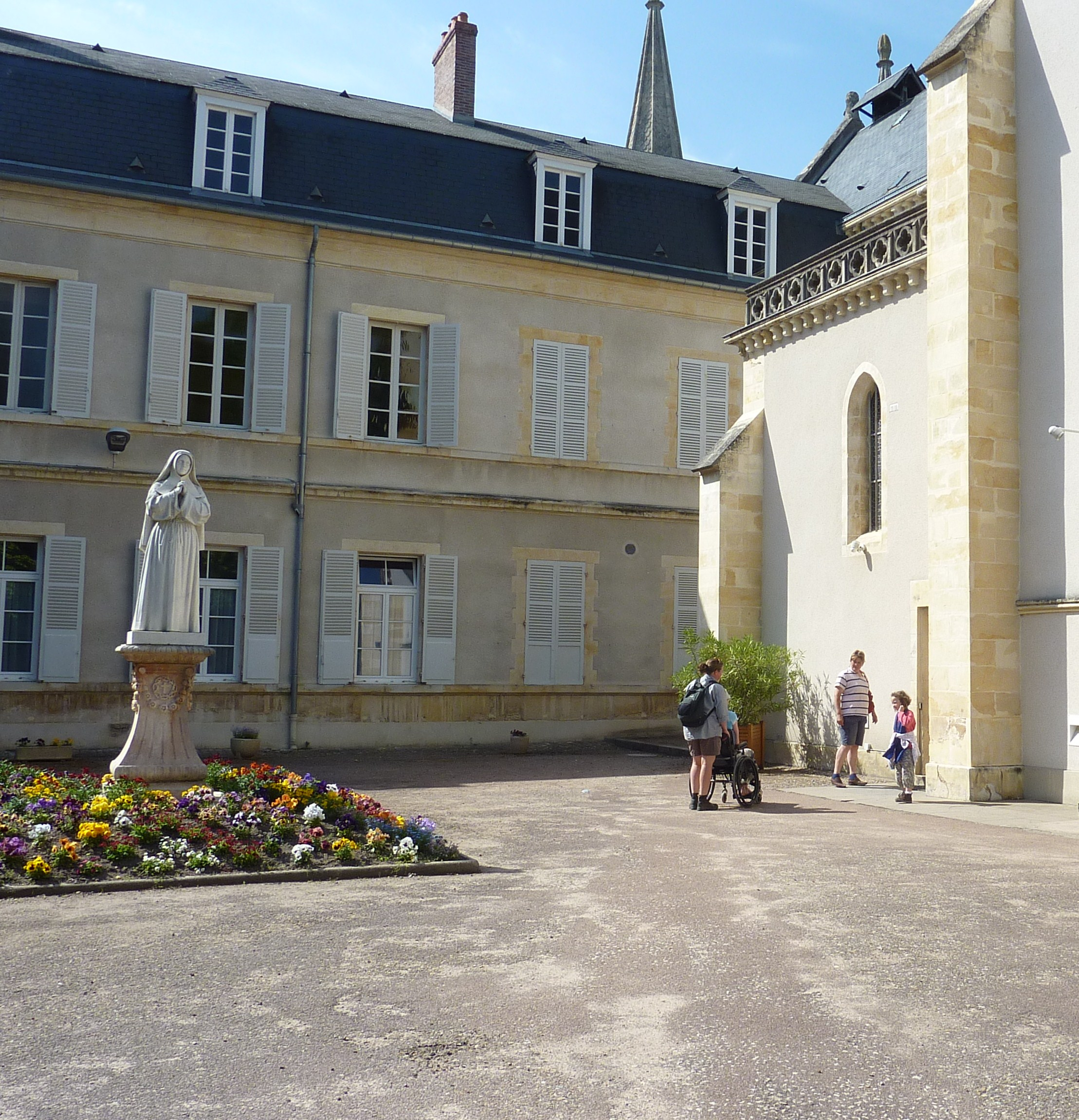
La capella del convent Saint-Gildard, on morí Bernadette Soubirous.

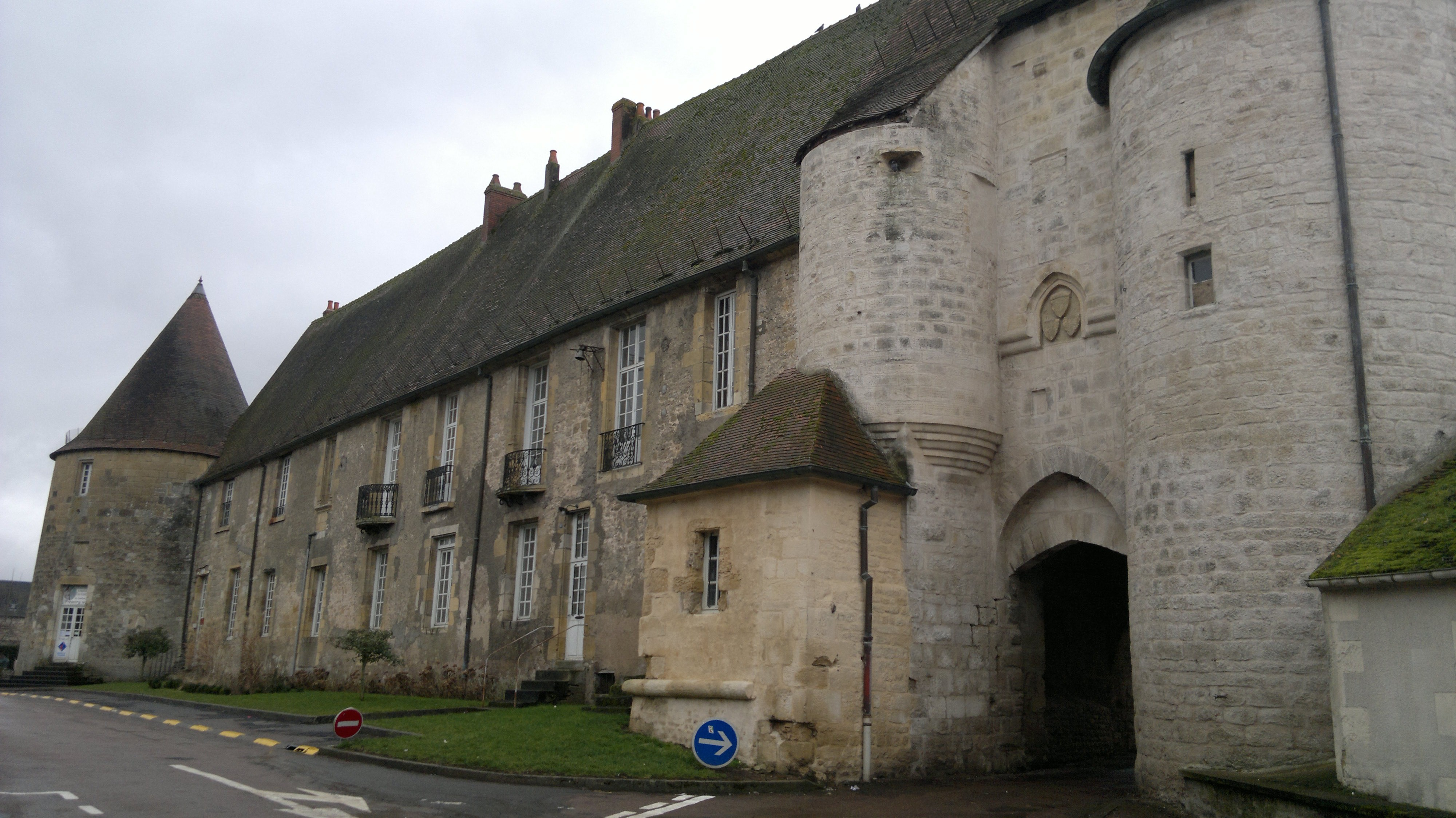
Castell dels bisbes de Nevers a Prémery.

El bisbat de Nevers (francès: Diocèse de Nevers, llatí: Dioecesis Nivernensis) és una seu de l'Església Catòlica a França, sufragània de l'arquebisbat de Dijon. Al 2016 tenia 166.000 batejats sobre una població de 216.786 habitants. Actualment està regida pel bisbe Thierry Brac de la Perrière.

## Territori
La diòcesi comprèn el departament francès de Nièvre, a la part occidental de Borgonya.
La seu episcopal és la ciutat de Nevers, on es troba la catedral de Sants Cir i Julita.
El territori s'estén sobre 6.816 km², i està dividit en 47 parròquies, agrupades en 6 vicariats o Groupements de paroisses.

## Història
L'evangelització de la regió de Nevers (Nivernais) data del segle iii; la tradició dona els noms dels sants Reverià, Pellegri, Pau i Patrici. A partir del segle v, la regió formava part del regne de Borgonya, però és difícil determinar si ja existia una diòcesi en aquell moment; la Notitia Notitia Galliarum, que data d'aquest mateix període, no esmenta a Nevers entre els civitates de la Gàl·lia Lugdunense quarta (o Senonia). Lo storico Louis Duchesne L'historiador Louis Duchesne planteja la hipòtesi que la diòcesi es va erigir amb motiu de l'establiment d'una frontera entre els francs i els borgonyons.
Segons la tradició, el primer bisbe de Nevers seria Sant Euladi; en canvi, el primer bisbe documentat històricament és Tauricià, que va participar en el concili d'Epaon el 517. Alguns dels bisbes entre els segles IV i ix són venerats com a sants: Arigio, Agricola, Gerolamo, Deodato, Nectario i Iterio. Originalment, la diòcesi era sufragània de l'arxidiòcesi de Sens, la seu metropolitana de Senònia.
La catedral original del segle VI estava dedicada als sants Gervasi i Protasi. En època de Carlemany, l'edifici, en mal estat, va ser reconstruït i dedicat als sants  Quirze i Julita. La construcció de la catedral actual, en forma gòtica es remunta al segle xiii.
A partir del segle xi, algunes abadies importants floriren a la diòcesi. En particular: l'abadia de Bellevaux (avui Limanton) de l'ordre premonstratenc, la de Sant Esteve dels benedictins i l'agustinià de Sant Martí a Nevers.
Al segle xvi, durant les guerres de religió, el bisbe Jacques Spifame va abraçar el calvinisme i va dimitir de la diòcesi; acusat de falsedat, va ser decapitat a Ginebra.
Es deu al bisbe Eustache de Chéry l'establiment del seminari diocesà, que es va obrir a l'abadia de San Martí i es va encomanar, en la direcció i l'ensenyament, als monjos agustins.
En el moment de la revolució, la diòcesi incloïa 271 parròquies, dividides en 2 ardiaconats i 15 arxiprestats.
Després del concordat, el 29 de novembre de 1801, amb la butlla Qui Christi Domini del Papa Pius VII, la diòcesi va ser suprimida i el seu territori es va dividir entre l'arxidiòcesi de Bourges i la diòcesi d'Autun.
Un nou concordat, estipulat el juny de 1817, preveia el restabliment de la diòcesi. Però aquest concordat mai no va entrar en vigor, ja que no va ser ratificat pel Parlament de París. Com a resultat, el nomenament del bisbe Jean-Marie Cliquet de Fontenay tampoc va tenir cap efecte.
El 6 d'octubre de 1822 es va restablir la diòcesi amb la butlla Paternae charitatis del mateix Papa Pius VII, obtenint el seu territori des de la diòcesi d'Autun.
Bernadette Soubirous es va retirar, en 1866, al convent de les Germanes de la Caritat a Nevers, on va morir el 16 d'abril de 1879. A la ciutat episcopal també hi ha la casa mare de les Germanes de la Caritat, fundada l'any 1680.
El 8 de desembre de 2002 va passar a formar part de la província eclesiàstica de l'arxidiòcesi de Dijon.

## Cronologia episcopal
Hi ha dos catàlegs episcopals antics de Nevers, continguts en un sacramentari del segle xi i un Evangeliari del segle ix. Tots dos arriben, de primera mà, fins a Hugues II († 1066) i, per tant, és probable que fossin escrits en aquest moment. Aquests textos són verificables només des del final del segle ix; per als bisbes anteriors esmenten noms desconeguts per a la història, mentre que alguns noms de bisbes històricament documentats per fonts fora dels catàlegs falten.
Hi ha un altre catàleg de finals del segle xii i s'atribueix a Robert de Saint-Marien, que distingeix els bisbes en dos grups: els que tenien l'església episcopal de Gervasi i Protasi, i els que tenien la seu a l'església dels Sants Quirze i Julita. El trasllat de la càtedra episcopal es va produir en temps de Carlemany.
- Sant'Euladio (Euladius) †[5]
- Tauriciano † (citat el 517)
- Rustico † (abans del 538 - després del 541)
- Sant'Arigio † (abans del 549 - després del 552)
- Eufronio † (citat el 558)[6]
- Sant'Eoladio (Aeoladius) † (citat el 570)
- Sant'Agricola † (abans del 581 - després del 590)
- Fulcilio †[7]
- Rauraco † (abans del 614 - després del 654)
- Leodebaldo † (citat el 660)
- Echerio †[8]
- Sant'Iterio †[9]
- Opportuno †
- Gisleberto †
- Nettario †
- Widdone †
- Ebarcio †
- San Deodato †
- Chebroaldo † (citat el 747)[10]
- Raginfredo †[11]
- San Gerolamo † (inicis del segle ix)[12]
- Giona † (abans del 817 - després del 829)
- Gerfredo † (citat ell'833 vers)
- Erimanno † (abans del 841 - després l'858)[13]
- Abbone † (abans del 862 - després de gener de 881)[14]
- Emmeno † (abans del 885 - després de juliol de 891)
- Francone † (abans de juliol de 894 - després del 903)
- Attone † (abans del 908 - després del 910)
- Launone † (citat el 924)
- Tedalgrino † (abans del 932 - després d'agost de 946)
- Gauberto † (abans de març de 948 - després d'abril de 955)
- Gerardo †[15]
- Natrano, O.S.B. † (vers 959 - després de març de 979)
- Rocleno † (abans d'octubre de 982 - després del 1001)
- Hugues de Champallement I † (vers 1013 - 7 de maig de 1066[16] mort)
- Malguin † (abans del 1068 - 1 de juny de 1074 mort)
- Hugues de Champallement II † (abans de l'1 de novembre de 1074 - 23 de novembre de 1191 mort)[17]
  - Sede vacante
- Gui † (vers 1096 - 29 d'abril de 1099 mort)
- Hervé † (18 de desembre de 1099 - 8 d'agost de 1110 mort)
- Hugues III † (abans d'abril de 1111 - 25 de febrer de 1121 mort)
- Fromond † (1121 - 29 de novembre de 1145 mort)
- Geoffroi † (1146 o 1147 - 14 de febrer de 1159 mort)
- Bernard de Saint-Saulge † (abans de febrer de 1160 - 14 de febrer de 1177 mort)
- Thibaut † (1177 - 25 d'abril de 1189 mort)
- Jean † (1190 - 15 d'abril de 1196 mort)
- Gauthier † (1196 - 11 de gener de 1202 mort)
- Guillaume de Saint-Lazare † (1202 - 19 de maig de 1221 mort)
- Gervais de Châteauneuf † (1222 - 28 de febrer de 1223 mort)
- Renaud de Nevers † (1223 - 28 de juliol de 1230 mort)
- Raoul de Beauvais † (d'abril de 1232 - 19 de novembre de 1239 mort)
- Robert Le Cornu † (1240 - 14 de gener de 1252 o 1253 mort)
- Henri Le Cornu † (9 de juny de 1253 - 14 de maig de 1254 nomenat arquebisbe de Sens)
- Guillaume de Grandpuy † (8 de març de 1255 - 31 de maig de 1260 mort)
- Robert de Marzy † (1260 - 14 de gener de 1273 mort)
- Gilles de Châteaurenaud † (26 de febrer de 1273 - ? mort)
- Gilles de Chastelet † (23 de juliol de 1285 - 28 de juliol de 1294 mort)[18]
- Jean de Savigny † (28 de març de 1295 - 4 de juny de 1314 mort)
- Guillaume Beaufils † (1314 - 2 de febrer de 1319 mort)
- Pierre Bertrand il Vecchio † (28 de gener de 1320 - 19 de maig de 1322 nomenat bisbe d'Autun)
- Bertrand Gascon † (19 de maig de 1322 - 1332 mort)
- Jean Mandevillain † (1333 - 12 de setembre de 1334 nomenat bisbe d'Arras)
- Pierre Bertrand el Jove † (20 de gener de 1335 - 15 de març de 1339 nomenat bisbe d'Arras)
- Bertrand Tissandier † (15 de març de 1339 - ? mort)
- Renaud des Moulins † (6 de novembre de 1359 - 1361 mort)[19]
- Pierre Aycelin de Montaigut, O.S.B. † (2 d'agost de 1361 - 8 de gener de 1371 nomenat bisbe de Laon)
- Jean de Neufchâtel † (10 de febrer de 1371 - 27 d'agost de 1372 nomenat bisbe de Toul)
- Pierre de Villiers, O.P. † (27 d'agost de 1372 - 12 de setembre de 1375 nomenat bisbe de Troyes)
- Pierre de Dinteville † (12 de setembre de 1375 - 1380 mort)
- Maurice de Coulange-la-Vineuse, O.P. † (1 d'abril de 1381 - 16 de gener de 1395 mort)
- Philippe Froment, O.P. † (1 de febrer de 1395 - 20 de gener de 1401 mort)
- Robert de Dangueil † (maig de 1401 - 22 de juliol de 1430 mort)
- Jean Germain † (15 de desembre de 1430 - 20 d'agost de 1436 nomenat bisbe de Chalon)
- Jean Vivien † (26 de setembre de 1436 - juny de 1445 mort)
  - Jean Troufon † (8 d'octubre de 1445 - ?) (bisbe electe)
- Jean d'Etampes † (15 de gener de 1448 - 1461 renuncià)
- Pierre de Fontenai † (23 de setembre de 1461 - 3 de juny de 1499 mort)
  - Fernando de Almeida (Cotignus) † (19 de juny de 1499 - 7 de gener de 1500 mort) (bisbe electe)
- Felip II de Kleve † (24 de gener de 1500 - 9 d'agost de 1503 nomenat bisbe de Autun)
  - Niccolò Fieschi † (després del 9 d'agost de 1503 - 1505 renuncià) (administrador apostòlic)
- Antoine de Fleurs † (31 de maig de 1505 - 12 de setembre de 1507 mort)
- Jean Bohier † (7 de febrer de 1508 - 30 de juliol de 1512 mort)
- Imbert de la Platière de Bourdillon † (13 de gener de 1513 - 11 de febrer de 1519 mort)
- Jacques d'Albret † (14 de març de 1519 - 22 de febrer de 1540 mort)
- Carles de Borbó-Vendome † (5 de juliol de 1540 - 5 de maig de 1546 renuncià)
- Jacques Spifame † (5 de maig de 1546 - 1558 renuncià)
- Gilles Spifame † (27 de gener de 1559 - 7 d'abril de 1578 mort)
- Arnaud Sorbin † (26 de maig de 1578 - 1 de maig de 1606 mort)
- Eustache Du Lis † (17 de juliol de 1606 - 17 de juny de 1643 mort)
- Eustache de Chéry † (17 de juny de 1643 - abans del 26 de setembre de 1666 renuncià)
- Édouard Valot † (7 de març de 1667 - 3 de setembre de 1705 mort)
- Édouard Bargedé † (22 de març de 1706 - 20 de juliol de 1719 mort)
- Charles-Fontaine Des Montees † (18 de setembre de 1719 - 20 de febrer de 1740 mort)
- Guillaume d'Hugues de la Motte † (5 de desembre de 1740 - 19 de juliol de 1751 nomenat arquebisbe de Vienne)
- Jean-Antoine de Tinseau † (19 de juliol de 1751 - 24 de setembre de 1782 mort)
- Pierre de Séguiran † (16 de desembre de 1782 - 3 d'abril de 1789 mort)
- Louis-Jérême de Suffren de Saint-Tropez † (3 d'agost de 1789 - 21 de juny de 1796 mort)
  - Sede vacante (1796-1801)
  - Seu suprimida (1801-1822)
  - Jean-Marie Cliquet de Fontenay † (1 d'octubre de 1817 - 1 de juliol de 1820 nomenat arquebisbe de Bourges) (bisbe electe)
- Jean-Baptiste-François-Nicolas Millaux † (16 de maig de 1823 - 19 de febrer de 1829 mort)
- Charles de Douhet d'Auzers † (27 de juliol de 1829 - 9 de febrer de 1834 mort)
- Paul Naudo † (30 de setembre de 1834 - 22 de juliol de 1842 nomenat arquebisbe de Avinyó)
- Dominique-Augustin Dufêtre † (27 de gener de 1843 - 6 de novembre de 1860 mort)
- Théodore-Augustin Forcade † (18 de març de 1861 - 25 de juliol de 1873 nomenat arquebisbe d'Ais)
- Thomas-Casimir-François de Ladoue † (25 de juliol de 1873 - 23 de juliol de 1877 mort)
- Etienne-Antoine-Alfred Lelong † (21 de setembre de 1877 - 16 de novembre de 1903 mort)
  - Sede vacante (1903-1906)
- François-Léon Gauthey † (21 de febrer de 1906 - 20 de gener de 1910 nomenat arquebisbe de Besançon)
- Pierre Chatelus † (13 d'abril de 1910 - 22 d'abril de 1932 jubilat)
- Patrice Flynn † (16 d'agost de 1932 - 17 de desembre de 1963 jubilat)
- Michel-Louis Vial † (17 de desembre de 1963 - 2 de juliol de 1966 nomenat bisbe de Nantes)
- Jean François Marie Streiff † (21 de setembre de 1966 - 8 de juliol de 1987 jubilat)
- Michel Paul Marie Moutel † (19 de juliol de 1988 - 22 de juliol de 1997 nomenat arquebisbe de Tours)
- François Joseph Pierre Deniau † (26 de juny de 1998 - 27 d'agost de 2011 jubilat)
- Thierry Brac de la Perrière, des del 27 d'agost de 2011

## Estadístiques
A finals del 2016, la diòcesi tenia 166.000 batejats sobre una població de 216.786 persones, equivalent al 76,6% del total.
| any  | població | població | població | sacerdots | sacerdots       | sacerdots       | sacerdots             | diaques | religiosos | religiosos | parròquies |
| ---- | -------- | -------- | -------- | --------- | --------------- | --------------- | --------------------- | ------- | ---------- | ---------- | ---------- |
| any  | batejats | total    | %        | total     | clergat secular | clergat regular | batejats por sacerdot | diaques | homes      | dones      |            |
| 1950 | 240.000  | 248.559  | 96,6     | 242       | 235             | 7               | 991                   |         | 7          | 270        | 309        |
| 1970 | 235.000  | 247.702  | 94,9     | 182       | 176             | 6               | 1.291                 |         | 13         | 325        | 311        |
| 1980 | ?        | 251.900  | ?        | 142       | 134             | 8               | ?                     |         | 14         | 298        | 311        |
| 1990 | 235.000  | 246.000  | 95,5     | 105       | 98              | 7               | 2.238                 | 1       | 12         | 233        | 64         |
| 1999 | 229.300  | 233.000  | 98,4     | 75        | 69              | 6               | 3.057                 | 4       | 10         | 186        | 63         |
| 2000 | 221.300  | 225.000  | 98,4     | 75        | 68              | 7               | 2.950                 | 4       | 11         | 192        | 63         |
| 2001 | 221.000  | 225.600  | 98,0     | 77        | 68              | 9               | 2.870                 | 4       | 13         | 192        | 63         |
| 2002 | 221.000  | 225.600  | 98,0     | 68        | 59              | 9               | 3.250                 | 6       | 13         | 192        | 63         |
| 2003 | 221.000  | 225.600  | 98,0     | 71        | 63              | 8               | 3.112                 | 6       | 12         | 189        | 52         |
| 2004 | 180.000  | 232.000  | 77,6     | 67        | 60              | 7               | 2.686                 | 6       | 11         | 202        | 51         |
| 2013 | 183.900  | 232.700  | 79,0     | 51        | 45              | 6               | 3.605                 | 10      | 11         | 166        | 47         |
| 2016 | 166.000  | 216.786  | 76,6     | 49        | 43              | 6               | 3.387                 | 12      | 12         | 155        | 47         |